# Manfred Rauner
Manfred Rauner (* 10. April 1952 in Weißenfels) ist ein deutscher Politiker (CDU).
Rauner ist gelernter Zerspanungsfacharbeiter. Im Januar 1990 nahm er eine Tätigkeit als Sozialarbeiter bei der Stadt Weißenfels auf. Von 1994 bis 2001 arbeitete Rauner als Centermanager im Leißlinger Einkaufszentrum „Schöne Aussicht“. Rauner ist verheiratet und hat vier erwachsene Kinder, drei Töchter und einen Sohn.
Anfang der 1990er Jahre war Manfred Rauner zeitweise stellvertretender Bürgermeister der Stadt Weißenfels. 1994 unterlag er bei der Oberbürgermeisterwahl Gisela Bevier. Im Jahr 2001 wurde Rauner zum Oberbürgermeister gewählt. Bei der Oberbürgermeisterwahl 2008 unterlag er Robby Risch in einer Stichwahl.
Manfred Rauner ist Mitglied des Stadtrates der Stadt Weißenfels und dort Vorsitzender der CDU-Ratsfraktion.
Rauner ist Aufsichtsratsvorsitzender der Stadtwerke Weißenfels.